# مسافرخانه (مجموعه تلویزیونی)
مسافرخانه یک مجموعه تلویزیونی محصول سال ۱۳۶۸ به کارگردانی مسعود کرامتی، نویسندگی ناصر هاشمی و تهیه‌کنندگی می‌باشد که از برنامه کودک و نوجوان شبکه پخش شد.
  مردی در زمان انقلاب  (رضا خندان) با پسرش به تهران امده بود. برای اینکه پسر بزرگتر خود را که یک انقلابی بود به شهرستان برگرداند.انها مجبور شدند در مسافرخونه ای مستقر بشن. صاحب مسافرخانه هم(احمد آقالو) به این پدر و پسر مشکوک میشود...

## بازیگران
- احمد آقالو
- رضا خندان
- آیدین برزین
- مهدی باریک‌بین
- حميد صالحين